# Flughafen Cayo Coco

i7
i11
i13
Der Flugplatz Cayo Coco war ein kleiner Flugplatz auf der zu Kuba gehörenden Insel Cayo Coco. Ein Teil der ehemaligen Landebahn sind nun Teil der Landstraße, die Cayo Coco mit Cayo Guillermo verbindet. Die ehemaligen Flughafengebäude wurden Teil des Naturparks mit Namen „Parque Natural El Baga“.
Mit der Eröffnung des Flughafen Jardines del Rey im Jahre 2002 wurde er stillgelegt.